# 偷窺無罪
《偷窺無罪》（英語：The Peeping）是一部麥子善执导的三級片，於2002年上映。吳彥祖、麥家琪、林雅詩主演。

## 剧情
本片講述三名在私人偵探社替人偷拍的故事，這三人一起開了私人偵探社，他們分別是Calvin（吳彥祖飾）、楚楚（任港秀飾）、四仔（梁焯滿飾），三人開的表面是私人偵探社，其實是主要偷拍別人。在一次，一個女人來自台灣，她叫黃小姐（林雅詩飾），她要求Calvin偷拍台灣政界知名女議員季鳳鳴（麥家琪飾），並拍下季鳳鳴親熱時的影片，但卻在偷拍的過程中Calvin被季鳳鳴的野性吸引了，慢慢便愛上了她，也因此，Calvin和楚楚分手了。季鳳鳴后期和Calvin合作了，並拍下了黃小姐的裸照，但原來，事情並沒那麽簡單...

## 演员
| 演员   | 角色   | 备注                                                                                        |
| 吳彥祖 | Calvin | 私人偵探社老板之一，為人風流快活，被黃小姐要求偷拍季鳳鳴，反愛上其。                        |
| 麥家琪 | 季鳳鳴 | 台灣政界知名女議員，為人野性，和黃小姐合作利用Calvin來消除羅壽南。 （配音：鄭麗麗）         |
| 林雅詩 | 黃小姐 | 台灣人，要求Calvin偷拍季鳳鳴，實和季鳳鳴合作利用Calvin來消除羅壽南。 （配音：雷碧娜）       |
| 任港秀 | 楚楚   | 私人偵探社老板之一，Calvin之女友，后分手並反目，最終被羅壽南強姦。                          |
| 姜皓文 | 羅壽南 | 台灣立委人，黃小姐丈夫，被其和季鳳鳴利用Calvin來消除自己，最終因殺害Calvin而被捕。          |
| 梁焯滿 | 四仔   | 私人偵探社老板之一，比Calvin早暗戀楚楚，但后期忍痛祝福兩人。                                |
| 王嘉熒 | 情婦   | 朱先生之情婦，被Calvin偷拍和朱先生發生關係時的影片。                                        |
| 朱昱   | 朱先生 | 富商，朱太太之夫，瞞著其和另一個女人一起，並在發生關係時被Calvin拍下影片。 （配音：陳旭明） |
| 黃敏燁 | 朱太太 | 懷疑朱先生偷情，並要求Calvin偷拍朱先生和情婦發生的事。                                      |

## 軼事
本片改篇自璩美鳳光碟事件，本片有不少情慾場面，電影裏的麥家琪有大量大膽鏡頭，男主角吳彥祖亦首次拍攝床戯，但吳彥祖在多年後表示當時並不知情，但已簽了合約，不能毀約只好硬拍。